# Neneh Cherry
Neneh Mariann Cherry (Stockholm, 10 maart 1964) is een Zweedse zangeres, die vanaf eind jaren tachtig tot halverwege de jaren negentig enkele grote internationale hits scoorde met een mengeling van hiphop en andere muziekstijlen.

## Privéleven
Neneh Cherry is de dochter van de Sierra Leoneaanse drum-percussionist Ahmadu Jah en de Zweedse schilderes Moki Karlsson (1943-2009). Haar Amerikaanse stiefvader Don Cherry was een invloedrijk jazzmusicus. Ze heeft een halfbroer, de zanger Eagle-Eye Cherry en een halfzus, de zangeres Titiyo. Nadat ze gestopt was met school, verhuisde Cherry op zestienjarige leeftijd naar Londen, waar ze begon in de muziek.
Van 1983 tot 1984 was Cherry getrouwd met een Britse drummer, met wie ze een dochter kreeg. Sinds 1990 is Cherry getrouwd met de Britse muzikant-producer Cameron McVey, met wie ze twee dochters heeft. Dochter Mabel is zelf ook als zangeres actief. Haar stiefzoon Marlon Roudette is de frontman van het Britse duo Mattafix. De familie woont in Zweden.

## Carrière
Aanvankelijk speelde Cherry in verschillende bands zoals The Slits en Rip Rig + Panic, maar begin jaren tachtig begon ze met een solocarrière met het nummer Stop the war, een protestlied tegen de Falklandoorlog. In 1986 werd ze gevraagd door Matt Johnson (The The) om mee te werken aan zijn album "Infected". Haar grote doorbraak kwam enkele jaren later, toen ze met Buffalo Stance een nummer 1-hit scoorde in onder meer Nederland. Het lied, onder andere geschreven door haar echtgenoot Cameron McVey, is afkomstig van haar debuutalbum Raw Like Sushi uit 1989.
De jaren erop volgden meerdere hits, onder andere afkomstig van haar tweede studioalbum, Homebrew, uit 1992. Datzelfde jaar werd ze tijdelijk uitgeschakeld door de ziekte van Lyme. In 1994 kwam ze terug en scoorde ze een grote hit met 7 seconds, een samenwerking met de Senegalese zanger Youssou N'Dour. In 1996 kwam haar album Man uit. Ze is na die tijd nog wel als gastvocalist te beluisteren op albums van Speech, Gorillaz, Pulp en cirKus.
In 2012 resulteerde de samenwerking met The Thing, een Noors jazztrio, in een album "The Cherry Thing".
In 2014 kwam het album Blank Project uit. Het is een album waaraan begonnen is in 2013 in samenwerking met RocketNumberNine, een “electroduo” bestaande uit de broers Ben en Tom Page. Ze werd in 2015 opgenomen in de Swedish Music Hall of Fame. Op 19 oktober 2018 verscheen haar nieuwste studioalbum: Broken Politics.
The Versions is het zesde studioalbum. Het werd 10 juni 2022 via EMI Records uitgebracht. Het album bevat herwerkte liedjes van Neneh Cherry. Gastvocalisten op dit album zijn onder andere Robyn en Sia.

## Discografie

### Albums
| Album met eventuele hitnotering(en) in de Nederlandse Album Top 100 | Datum van verschijnen | Datum van binnenkomst | Hoogste positie | Aantal weken | Opmerkingen |
| ------------------------------------------------------------------- | --------------------- | --------------------- | --------------- | ------------ | ----------- |
| Raw Like Sushi                                                      | 6-1989                | 10-06-1989            | 8               | 31           |             |
| Homebrew                                                            | 10-1992               | 07-11-1992            | 30              | 12           |             |
| Man                                                                 | 9-1996                | 14-09-1996            | 26              | 10           |             |
| Neneh Chérie Remixes                                                | 1997                  |                       |                 |              | Remix-album |
| Blank Project                                                       | 2014                  |                       |                 |              |             |
| Broken Politics                                                     | 2018                  |                       |                 |              |             |

### Singles
| Single met eventuele hitnotering(en) in de Nederlandse Top 40 | Datum van verschijnen | Datum van binnenkomst | Hoogste positie | Aantal weken | Opmerkingen                                |
| ------------------------------------------------------------- | --------------------- | --------------------- | --------------- | ------------ | ------------------------------------------ |
| Buffalo stance                                                | 10-1988               | 14-01-1989            | 1(2wk)          | 13           | #1 Nationale Hitparade Top 100             |
| Manchild                                                      | 08-05-1989            | 03-06-1989            | 3               | 11           | #3 Nationale Hitparade Top 100             |
| Kisses on the wind                                            | 07-1989               | 26-08-1989            | 14              | 5            | #14 Nationale Hitparade Top 100            |
| Inna city mamma                                               | 01-1990               | 13-01-1990            | 7               | 7            | #6 Nationale Top 100                       |
| I've got you under my skin                                    | 09-1990               | 06-10-1990            | 14              | 7            | Ten bate van aids-research                 |
| Money love                                                    | 09-1992               | 10-10-1992            | 22              | 4            |                                            |
| Buddy x                                                       | 06-1993               | 10-07-1993            | 27              | 5            | #23 Mega Top 50                            |
| 7 seconds                                                     | 05-1994               | 11-6-1994             | 2               | 17           | met Youssou N'Dour / 3FM Megahit           |
| Love Can Build a Bridge                                       | 04-1995               | 15-4-1995             | tip4            | -            | Benefiet-single met Cher en Chrissie Hynde |
| Woman                                                         | 07-1996               | 10-08-1996            | 27              | 3            |                                            |
| Long way around                                               | 2001                  |                       | tip             | -            | met Eagle-Eye Cherry                       |

### NPO Radio 2 Top 2000
| Nummer met noteringen in de NPO Radio 2 Top 2000 | '99 | '00 | '01 | '02 | '03 | '04 | '05 | '06 | '07 | '08 | '09 | '10 | '11 | '12 | '13 | '14 | '15  | '16  | '17  | '18  | '19  | '20  | '21  | '22  | '23  | '24  |
| ------------------------------------------------ | --- | --- | --- | --- | --- | --- | --- | --- | --- | --- | --- | --- | --- | --- | --- | --- | ---- | ---- | ---- | ---- | ---- | ---- | ---- | ---- | ---- | ---- |
| 7 Seconds (met Youssou N'Dour)                   | 280 | 321 | 429 | 416 | 516 | 462 | 539 | 576 | 616 | 530 | 518 | 540 | 781 | 705 | 782 | 828 | 1042 | 1310 | 1329 | 1613 | 1727 | 1636 | 1552 | 1745 | 1575 | 1742 |

1. ↑  Een vetgedrukt getal geeft de hoogste notering aan.

## Filmografie

### Videoclips
- Buffalo Stance (van Raw Like Sushi, 1989)
- Manchild (1989)
- Kisses on the Wind (1989)
- Inna City Mamma (1989)
- Heart (1989)
- So Here I Come (1989)
- Sassy (van Homebrew, 1992)
- Money Love (1992)
- Buddy X [Inspired By……!?!] (1992)
- Woman (van Man, 1996)
- Feel It (1996)
- Trouble Man (1996)
- 7 Seconds (1996) ft. Youssou N'Dour
- Kootchi (1996)
- Spit Three Times (van Blank Project, 2014)
- Out of the Black (2014)
- Everything (2014)
- Kong (van Broken Politics, 2018)
- Natural Skin Deep (2018)

### Films/documentaires
- 1 Giant Leap (2002); documentaire
- Fonko (2016); documentaire
- Stockholm My Love (2016) - als Alva Achebe
- Here to Be Heard: The Story of The Slits (2017); documentaire
- Poly Styrene: I Am a Cliché (2021); documentaire

## Boek
- A Thousand Threads: A Memoir (2024, Scribner) - memoires van Neneh Cherry. Vertaald als Duizend draadjes.

- Bibsys: 5042333
- Bibliothèque nationale de France: cb139247729 (data)
- Gemeinsame Normdatei: 134622529
- International Standard Name Identifier: 0000 0001 1489 1930
- Library of Congress Control Number: no95007322
- MusicBrainz: 527c65d1-9fdb-4482-8796-dde2980bd63a
- Nationale Bibliotheek van Tsjechië: xx0036749
- Nationale Bibliotheek van Israël: 987007406728805171
- Nationale Bibliotheek van Polen: a0000002559083
- Nederlandse Thesaurus van Auteursnamen: 074795260
- SNAC: w6v41fs1
- Système universitaire de documentation: 160747279
- Virtual International Authority File: 27253988
- WorldCat: E39PBJqFTDByH4GhVk7GbRpXVC